# Bürgerhaus Alter Markt 38

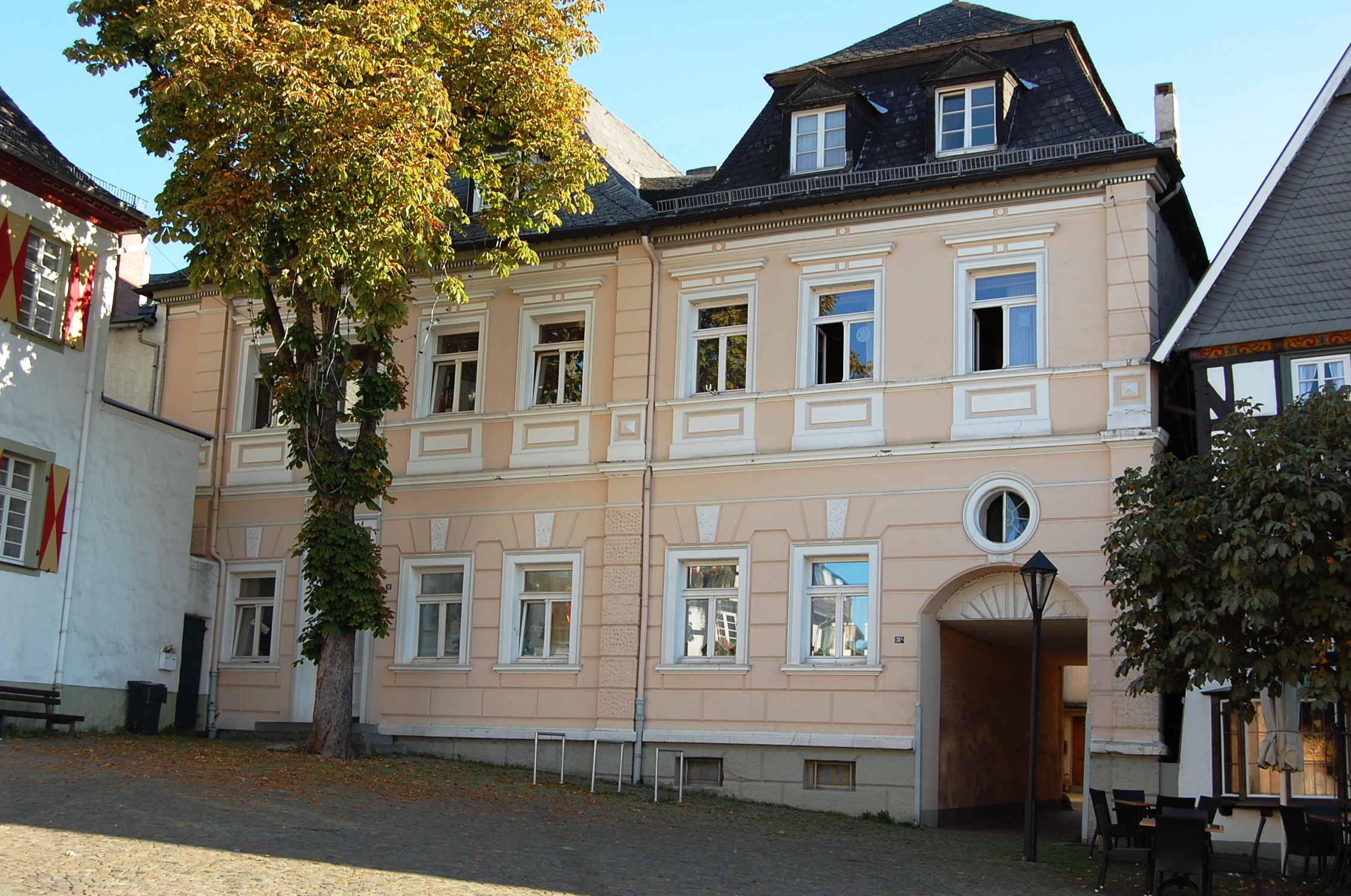
Bürgerhaus Alter Markt 38

Das Bürgerhaus Alter Markt 38 in Arnsberg ist ein denkmalgeschützter Bau aus dem 18. Jahrhundert.

## Geschichte
An dieser prominenten Stelle am Alten Markt stand lange vor dem Stadtbrand von 1709 ein Gebäude. Das Haus war Anfang des 18. Jahrhunderts im Besitz des kurfürstlichen Rates Franz Joachim Bergh, später waren unter anderem Angehörige der Familie Biegeleben Besitzer des Hauses.
Wesentliche Teile der bestehenden Bausubstanz des Hauptgebäudes gehen auf diesen Vorgängerbau zurück. Das Gebäude besteht aus einem älteren Hauptbau und einem etwas späteren Anbau. Bei einer ähnlichen Fassadengestaltung lassen sich beide Gebäudeteile durch die unterschiedlichen Dachformen unterscheiden. Hinzu kommt ein noch später angefügtes Hinterhaus. Der Hauptbau stammt laut einer Inschrift aus dem Jahr 1709. Der Anbau wurde wahrscheinlich um die Mitte des 18. Jahrhunderts hinzugefügt. Das durch einen Torbogen im Anbau zugängliche Hinterhaus entstand wohl um 1820. Es ist im Denkmalschutzstatus nicht mit einbegriffen.
Eigentümer in der ersten Hälfte des 19. Jahrhunderts war der aus Bilstein stammende Kriminalrichter, Hofkammerrat und geheime Justizrat Johann Adolf Freusberg. Er heiratete Bernadina Biegeleben. Erbe war der Arzt Friedrich Freusberg. Auf diesen dürfte die um 1870 entstandene Stuckfassade zurückgehen. Die für ihre Zeit zurückhaltende Gestaltung der Fassade begründet aus architektonischer Sicht die Bedeutung des Hauses als Baudenkmal stark mit. 
Am Ende des 19. Jahrhunderts ging das Ensemble in den Besitz des Mehl- und Getreidehändlers Salomom Grüneberg über. Die Familie Grüneberg war die erste jüdische Familie, die sich nach der Aufhebung des Ansiedlungsverbots 1810 in Arnsberg niedergelassen hatte und in der Folge verschiedene Familienzweige ausbildete.  
Der Handelsbetrieb, der später von  seinem Sohn Louis und danach von dessen Sohn Rudolf übernommen wurde, war über die engere Umgebung hinaus von Bedeutung. Die Geschäftsbeziehungen des Unternehmens waren weltweit ausgerichtet. Am Arnsberger Bahnhof verfügte das Unternehmen über einen Lagerschuppen mit Gleisanschluss. Die Firma verfügte zeitweise sogar über eigene Frachtschiffe im Schwarzen Meer. Diese luden Getreide auf der Krim zum Verkauf in Deutschland und anderen Ländern. Die Firma Grüneberg hatte enge Beziehungen zu russischen Geschäftspartnern. Diese Kontakte machte sich die Regierung in Arnsberg während des Ersten Weltkrieges zur Informationsbeschaffung zu Nutze und meldete die Erkenntnisse nach Berlin weiter. Durch Krieg und Revolution in Russland wurde die Firma geschwächt. Grüneberg engagierte sich in der Jüdischen Gemeinde und war zeitweise sogar Vorsteher der Gemeinde. 
Das Unternehmen litt unter der Weltwirtschaftskrise und den einsetzenden Repressionen des nationalsozialistischen Regimes und musste bereits 1933 aufgegeben werden. Stattdessen richtete Rudolf Grüneberg eine Pension ein. Im Jahr 1934 wurde das Haus umgebaut. Aus dieser Zeit stammen auch die Dachgauben. Daneben schlug sich Rudolf Grüneberg als Vertreter für Süßwaren durch. Der Ehefrau Lili wurde 1935 die Zulassung als Gesangslehrerin entzogen. 
Die Familie zog ins Hinterhaus und die Pension speziell für jüdische Gäste wurde 1935 eröffnet. In der Folge kam es zu massiven Verleumdungen gegen die Pension. Unter dem Vorwand der Verwahrlosung wurde der Familie die Konzession entzogen. Auch wenn die Grünebergs telefonisch über Übergriffe gegen Juden während der Reichspogromnacht 1938 in anderen Städten informiert waren, glaubten sie das so etwa in Arnsberg nicht passieren könnte. Tatsächlich kam es zu tätlichen Übergriffen durch SA und SS. Wertvolle Möbel wurden aus den Fenstern geworden und ein Flügel aus dem Haus geschafft. Dieser wurde später angeblich an die Stadtverwaltung verkauft, was Grüneberg nach dem Krieg bestritt. Später wurde er in der Fröbelschule eingesetzt. Grüneberg selbst wurde verhaftet und ins KZ Oranienburg eingeliefert. Nach schweren Misshandlungen wurde er einige Wochen später wieder entlassen. Einige Zeit später wurde er wegen angeblicher Devisenvergehen erneut verhaftet. Die Familie entschloss sich daher Deutschland zu verlassen. Sie gehörten zu den letzten Juden, denen 1939 die Emigration aus Arnsberg gelang. Sie lebte in Chile. Nur besuchsweise kehrte Grüneberg nach dem Krieg nach Arnsberg zurück.
Das Gebäude selbst dient seither zu Wohnzwecken. Er wurde 1983 unter der Nummer 72 in die Denkmalliste der Stadt Arnsberg aufgenommen.